# Propiverina
La propiverina è un farmaco ad attività anticolinergica utilizzato nel trattamento dell'incontinenza urinaria e della sindrome della vescica iperattiva.
Agisce come antagonista del recettore muscarinico e inibisce il passaggio intracellulare di calcio.
Si tratta di un farmaco in genere ben tollerato, che può essere utilizzato anche nei bambini e negli adolescenti. L'effetto indesiderato più comune è la xerostomia.